# Liste de clients BitTorrent
Cette page liste des logiciels clients compatibles avec le protocole BitTorrent, permettant à un ordinateur de devenir un des nœuds qui composent le réseau BitTorrent.
Il existe des logiciels clients BitTorrent pour de nombreux systèmes d'exploitation, une petite partie de ces clients sont aussi compatibles avec d'autres protocoles P2P en supplément de BitTorrent (ex : Shareaza).

## Licence

### Licence libre
| Logo              | Nom                 | Windows | Mac OS X | GNU/Linux | BSD | En français | Licence                        |
| ----------------- | ------------------- | ------- | -------- | --------- | --- | ----------- | ------------------------------ |
|                   | ABC                 | Oui     | Non      | Oui       | Non | Non         | PSFL                           |
|                   | BitTornado          | Oui     | Oui      | Oui       | Oui | Non         | MIT                            |
|                   | BitTyrant (es)      | Oui     | Oui      | Oui       | Oui | Non         | GNU GPL                        |
|                   | Blog Torrent (en)   | Oui     | Oui      | Non       | Non | Non         | GNU GPL                        |
| Deluge (logiciel) | Deluge              | Oui     | Oui      | Oui       | Oui | Oui         | GNU GPL v.3                    |
| FrostWire         | FrostWire           | Oui     | Oui      | Oui       | Oui | Non         | GNU GPL                        |
| Kget              | KGet                | Oui     | Oui      | Oui       | Oui | Oui         | GNU GPL                        |
| KTorrent          | KTorrent            | Oui     | Oui      | Oui       | Oui | Oui         | GNU GPL                        |
| Limewire          | LimeWire            | Oui     | Oui      | Oui       | Oui | Oui         | GNU GPL                        |
| Miro              | Miro                | Oui     | Oui      | Oui       | Oui | Oui         | GNU GPL                        |
|                   | MLDonkey            | Oui     | Non      | Oui       | Oui | Non         | GNU GPL                        |
|                   | MonoTorrent (en)    | Oui     | Oui      | Oui       | Oui | Non         | MIT                            |
|                   | OneSwarm            | Oui     | Oui      | Oui       | Oui | Oui         | GNU GPL                        |
|                   | PicoTorrent         | Oui     | Non      | Non       | Non | Oui         | MIT                            |
| Popcorn Time      | Popcorn Time        | Oui     | Oui      | Oui       | Oui | Oui         | GNU GPL                        |
| qBittorent        | qBittorrent         | Oui     | Oui      | Oui       | Oui | Oui         | GNU GPL                        |
|                   | rTorrent            | Oui     | Oui      | Oui       | Oui | Non         | GNU GPL                        |
|                   | Shareaza            | Oui     | Non      | Non       | Non | Oui         | GNU GPL                        |
|                   | Tomato Torrent (sv) | Non     | Oui      | Non       | Non | Non         | BitTorrent Open Source License |
|                   | Torrent Swapper     | Oui     | Oui      | Oui       | Oui | Non         | GNU GPL                        |
|                   | TorrentFlux (en)    | Oui     | Oui      | Oui       | Oui | Non         | GNU GPL                        |
| Transmission      | Transmission        | Oui     | Oui      | Oui       | Oui | Oui         | GNU GPL & licence X11          |
| Tribber           | Tribler             | Oui     | Oui      | Ubuntu    | Oui | Non         | GNU GPL                        |
| Vuze              | Vuze                | Oui     | Oui      | Oui       | Oui | Oui         | GNU GPL                        |
| Logo              | Nom                 | Windows | Mac OS X | GNU/Linux | BSD | En français | Licence                        |

### Licence propriétaire
| Nom                     | Plateforme                     |
| ----------------------- | ------------------------------ |
| BitComet                | Windows                        |
| BitSpirit (sv)          | Windows                        |
| BitTorrent              | Windows, Mac OS X et GNU/Linux |
| FlashGet                | Windows                        |
| Free Download Manager   | Windows, Mac OS X              |
| µTorrent (microtorrent) | Windows, Mac OS X              |
| Opera                   | Windows, Mac OS X et GNU/Linux |
| Xtorrent                | Mac OS X                       |
| Xunlei                  | Windows                        |

### Licence inconnue
| Nom           | Plateforme                                     |
| ------------- | ---------------------------------------------- |
| Bits on Wheel | Mac OS X                                       |
| BT++          |                                                |
| Eagleget      | Windows                                        |
| Creatorrent   | GNU/Linux                                      |
| MediaGet      | Windows et Mac OS X                            |
| ziTorrent.com | Propriétaire. Application web, a fermé en 2012 |